# Fileyeur

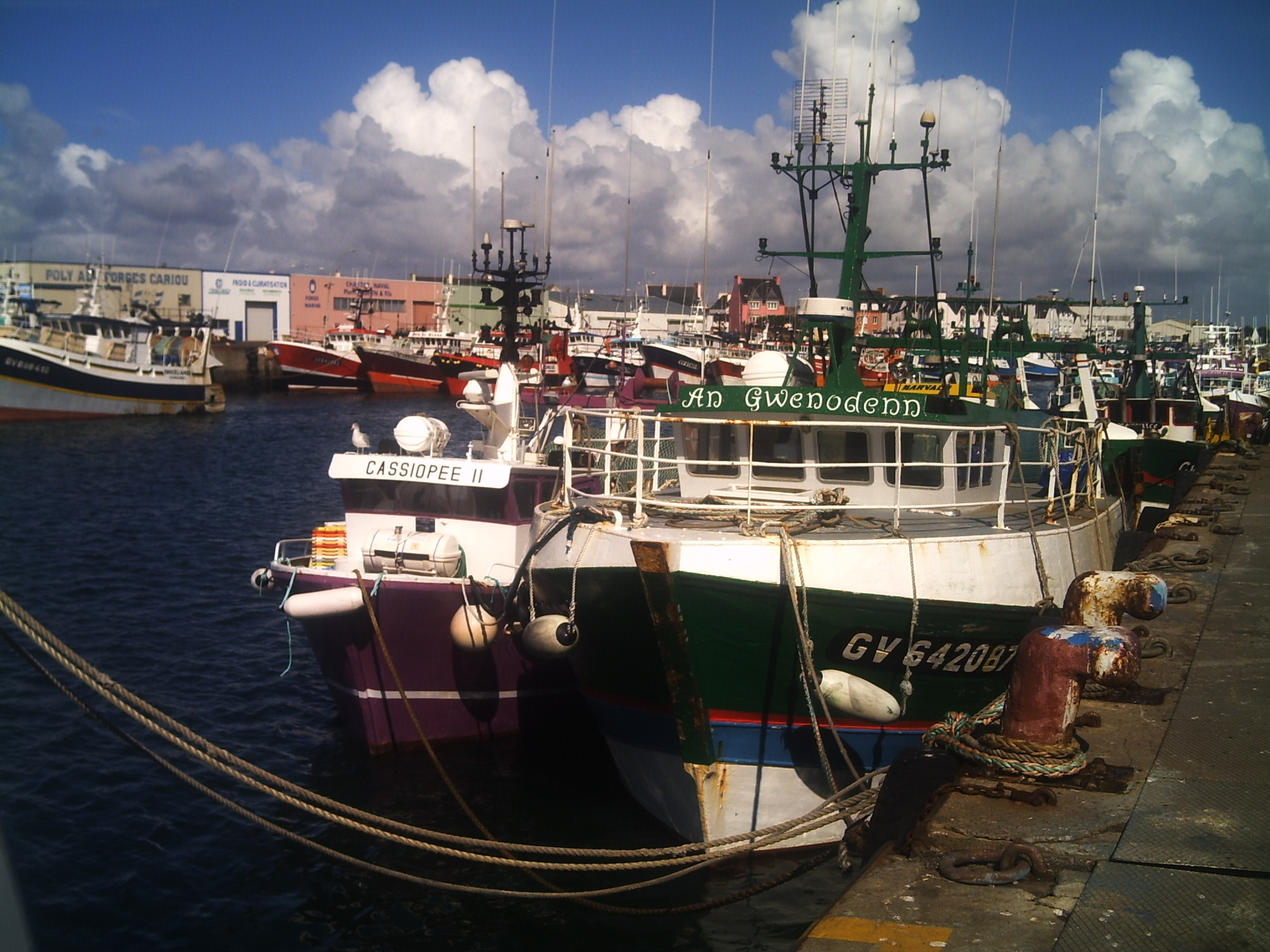
Fileyeur de Guilvinec

Le fileyeur est un navire de pêche pratiquant un art dormant  : il dépose ses filets sur le fond et revient les relever plus tard. 
Il peut utiliser plusieurs types de filets, (tremail, filet droit…). Les filets peuvent être déposés sur le fond, ou laissés à la dérive entre deux eaux.
Le fileyeur file ses filets à bonne vitesse (4 - 6 nœuds) et les relève à allure réduite (0,5 - 3 nœuds).

## Galerie

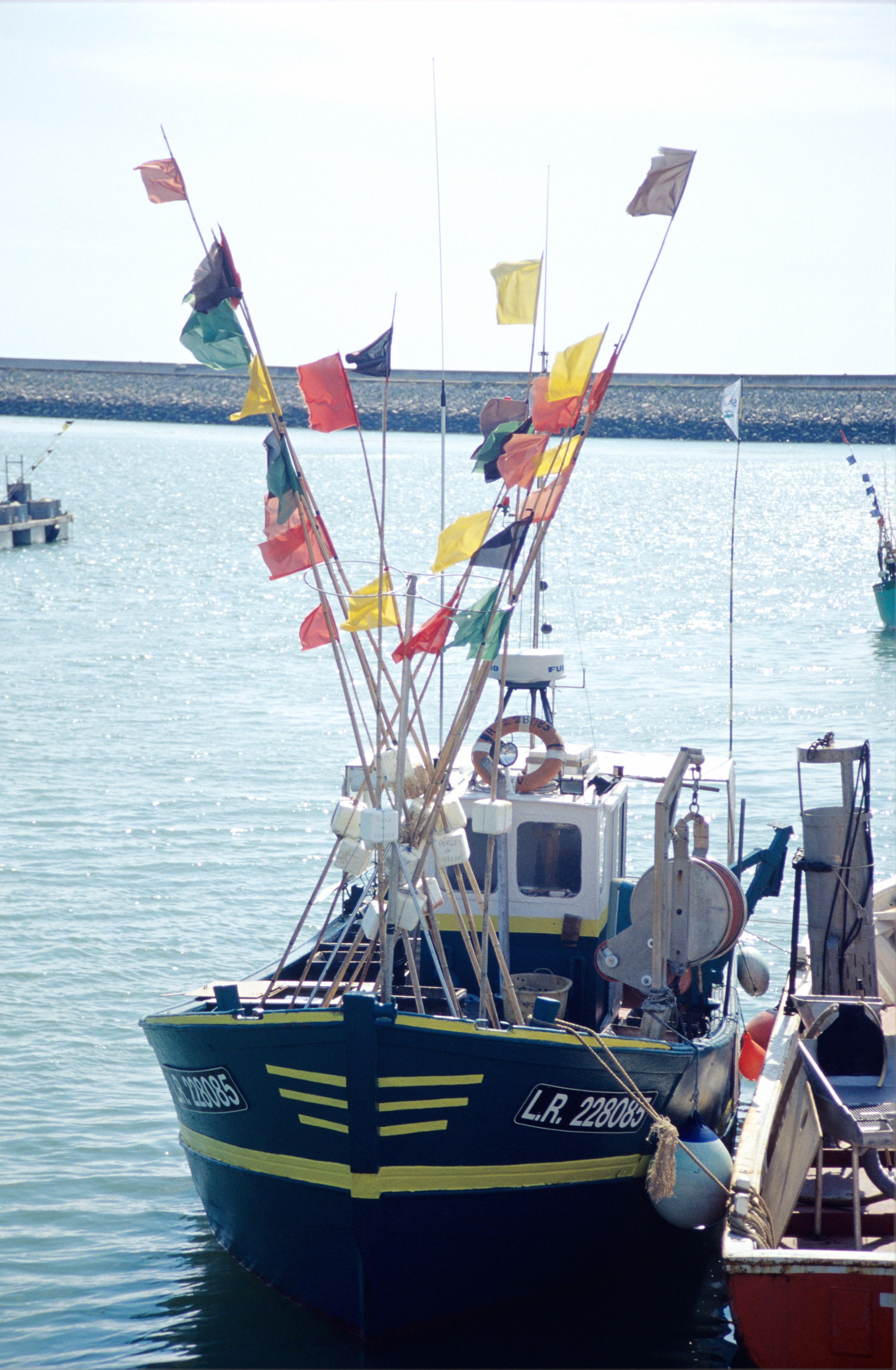
Le petit fileyeur Perle des Vaches avec ses bouées de balisage.
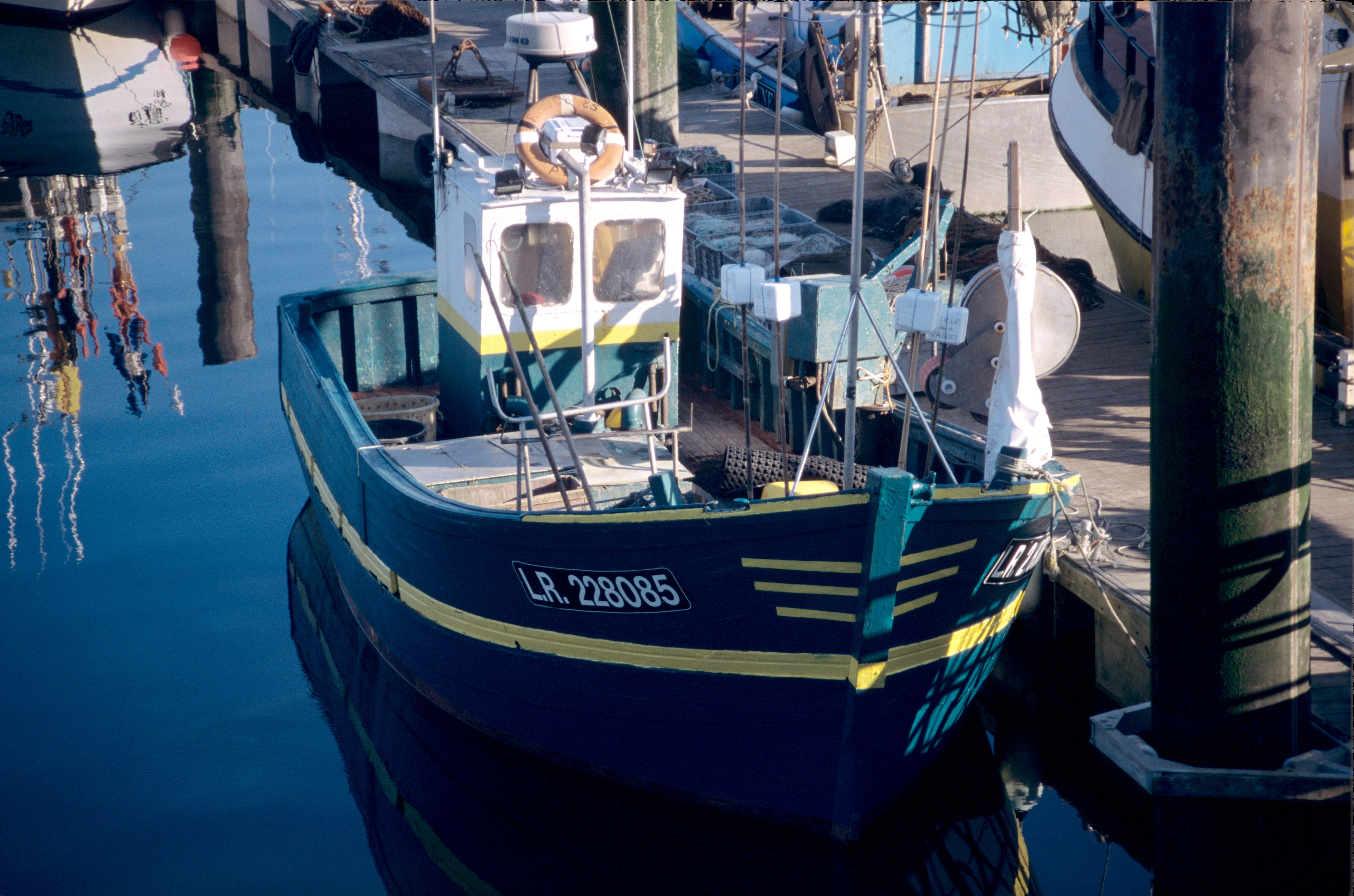
Le petit fileyeur Perle des Vaches amarré à son ponton.
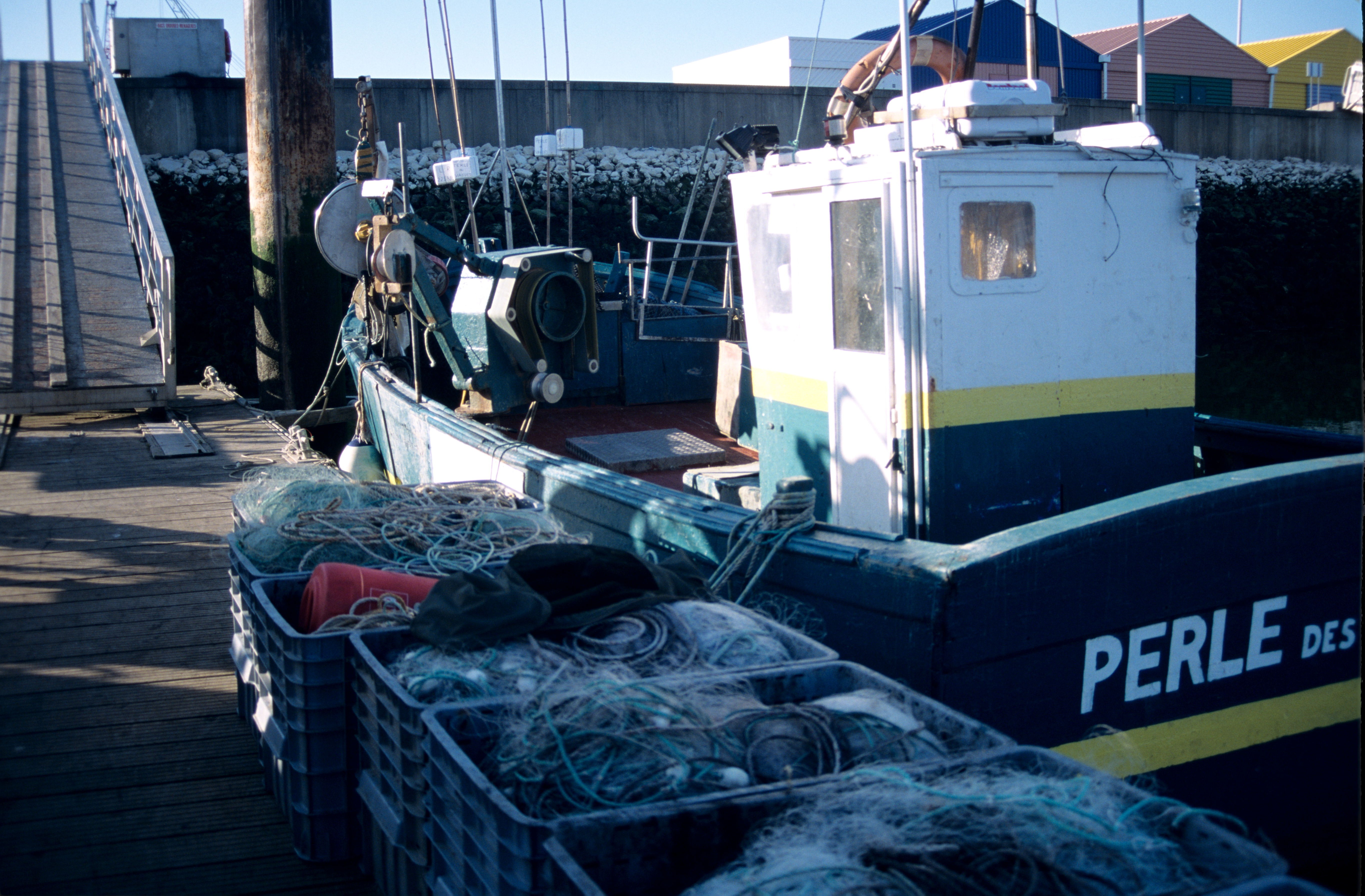
Le petit fileyeur Perle des Vaches avec des filets sur le ponton.